# Кавтеладзе Анзор Джадулієвич
Анзор Джадулієвич Кавтеладзе (нар. 22 червня 1969, Чиатура, Грузинська РСР) — грузинський футболіст, півзахисник.

## Життєпис
Народився в Чиатурі, в 1991 році розпочав дорослу футбольну кар'єру в команді з рідного міста, «Магароелі». У 1994 році переїхав до України, де підписав контракт з чернігівською «Десною». Дебютував у складі чернігівського клубу 27 березня 1994 року в нічийному (0:0) домашньому поєдинку 21-о туру Першої ліги проти охтирського «Нафтовика». Анзор вийшов на поле на 78-й хвилині, замінивши Володимира Кулика. Єдиним голом у футболці чернігівського клубу відзначився 5 серпня 1994 року на 85-й хвилині переможного (2:1) домашнього поєдинку 1-го туру Другої ліги проти білоцерківської «Росі». Кавтеладзе вийшов на поле на 46-й хвилині, замінивши Олега Собеха. У складі «Десни» в чемпіонатах України зіграв 23 матчі та відзначився 1 голом, ще 1 поєдинок провів у кубку України.
По ходу сезону 1994/95 років перейшов у полтавську «Ворсклу». Дебютував у футболці полтавського клубу 10 вересня 1994 року в нічийному (0:0) виїзному поєдинку 7-о туру Першої ліги проти київського «Динамо-2». Анзор вийшов на поле на 46-й хвилині, замінивши Павла Матвійченка. Дебютним голом у складі полтавців відзначився 13 вересня 1994 року на 15-й хвилині програного (1:3) виїзного поєдинку 8-о туру Першої ліги проти житомирського «Хіміка». Кавтеладзе вийшов на поле в стартовому складі та відіграв увесь матч. У футболці «Ворскли» в чемпіонаті України зіграв 14 матчів та відзначився 2-ма голами, ще 2 поєдинки відіграв у кубку України.
Під час зимової перерви сезону 1994/95 року перейшов до вищолігового кременчуцького «Кременя». Дебютував за кременчуцьку команду 4 березня 1995 року в переможному (3:1) домашньому поєдинку 18-го туру Вищої ліги проти шепетівського «Темпу». Анзор вийшов на поле на 73-й хвилині, замінивши Олега Казьмирчука. Дебютним голом за «Кремінь» відзначився 29 липня 1995 року на 67-й хвилині нічийного (1:1) виїзного поєдинку 2-о туру Вищої ліги проти київського «ЦСКА-Борисфена». Кавтеладзе вийшов на поле в стартовому складі, а на 87-й хвилині його замінив Костянтин Поліщук. У складі кременчуцького клубу в чемпіонаті України зіграв 33 матчі та відзначився 3-ма голами.
У сезоні 1995/96 років виступав в аматорському чемпіонаті України за «Електрон» (Ромни). Сезон 1996/97 років розпочав у складі ужгородської «Верховини». Дебютував за ужгородську команду 4 серпня 1996 року в програному (0:1) виїзному поєдинку 1-о туру Першої ліги проти ФК «Львів». Анзор вийшов на поле в стартовому складі, відіграв увесь матч, а на 28-й хвилині отримав жовту картку. У футболці «Верховини» відіграв 5 матчів. По ходу сезону повернувся до «Електрона», якому допоміг виграти аматорський чемпіонат України.
У 1997 році підсилив першолігові ФК «Черкаси». Дебютував у футболці «городян» 22 липня 1997 року в програному (2:4) домашньому поєдинку 1/64 фіналу кубку України проти херсонського «Кристалу». Кавтеладзе вийшов на поле в стартовому складі, а на 76-й хвилині його замінив Фузілі Мамедов. Після цього провів ще 1 поєдинок у кубку України. В першій лізі за черкаську команду не зіграв жодного поєдинку.
Під час зимової перерви сезону 1997/98 років повернувся до Грузії, де знову захищав кольори рідного «Магароелі» (Чиатура). Наступний сезон відіграв у «Гурії» (Ланчхуті). У 1999 році знову захищав кольори «Магароелі». У 2000 році повертається в Україну, де стає гравцем клубу «Ніжин». У складі «городян» став срібним призером аматорського чемпіонату України.

## Досягнення
- Аматорський чемпіонат України
  -  Чемпіон (1): 1996/97
  -  Срібний призер (1): 2000